# 马利亚诺萨比纳
马利亚诺萨比纳（義大利語：Magliano Sabina），是意大利列蒂省的一个市镇。总面积43.69平方公里，人口3929人，人口密度89.9人/平方公里（2009年）。ISTAT代码为057035。